# Hannelore Kaiser
Hannelore Kaiser (geboren 1953 in Schleswig-Holstein) ist eine deutsche Juristin, Richterin und ehemalige Gerichtspräsidentin. Sie war von 2007 bis 2019 Präsidentin des Verwaltungsgerichts Hannover und ist seit 2013 Richterin am Niedersächsischen Staatsgerichtshof.

## Beruflicher Werdegang
Die gebürtige Schleswig-Holsteinerin begann ihre Laufbahn in der Justiz im Jahr 1981 am Verwaltungsgericht Braunschweig. Im Februar 1994 wurde sie Vorsitzende Richterin am Verwaltungsgericht Göttingen, im April 1995 dessen Vizepräsidentin. Im September 2000 wurde sie zur Präsidentin des Verwaltungsgerichts Göttingen berufen. In ihrer Amtszeit als Präsidentin fiel unter anderem ein Aufgabenbereich weg: Die Zuständigkeit für Fragen der Sozialhilfe waren seit 2005 nicht mehr Sache der Verwaltungsgerichte. Einige Jahre später entschied sich Hannelore Kaiser für einen Wechsel an das Verwaltungsgericht Hannover, das sie ab April 2007 leitete. Ende Januar 2019 trat sie in Ruhestand.
Im März 2013 wurde sie vom Landtag zum Mitglied des Niedersächsischen Staatsgerichtshofs gewählt. Im Februar 2020 wurde sie für eine Wiederwahl für die Amtszeit vom 1. April 2020 bis zum 31. März 2027 vorgeschlagen und erneut gewählt.

## Verfahren
2011 war die Richterin mit einem Verfahren befasst, in dem eine 19-jährige ohne deutschen Pass den Führerschein machen wollte. Hannelore Kaiser urteilte pragmatisch und sagte, man Sinn und Zweck von Vorschriften im Auge behalten und nicht starr eine Vorschrift ausführen. Es spreche nichts dagegen, dass die junge Frau nun nach dem erfolgreichen Schulabschluss auch den Führerschein machen dürfe.